# Sawice-Dwór
Sawice-Dwór – wieś w Polsce położona w województwie mazowieckim, w powiecie sokołowskim, w gminie Repki. Ma status sołectwa.
W latach 1975–1998 miejscowość administracyjnie należała do województwa siedleckiego.
We wsi urodził się Marek Sawicki (poseł na Sejm od 1993; minister rolnictwa i rozwoju wsi w rządach Donalda Tuska i Ewy Kopacz; marszałek senior Sejmu X kadencji).
Wierni kościoła rzymskokatolickiego należą do parafii św. Jerzego w Sawicach-Wsi.